# Chasmina dianae
Chasmina dianae là một loài bướm đêm trong họ Noctuidae.